# Municipio de Phipps
El municipio de Phipps (en inglés: Phipps Township) es un municipio ubicado en el condado de Codington en el estado estadounidense de Dakota del Sur. En el año 2010 tenía una población de 75 habitantes y una densidad poblacional de 0,8 personas por km².

## Geografía
El municipio de Phipps se encuentra ubicado en las coordenadas 45°2′10″N 97°24′47″O / 45.03611, -97.41306. Según la Oficina del Censo de los Estados Unidos, el municipio tiene una superficie total de 93.65 km², de la cual 86,31 km² corresponden a tierra firme y (7,83 %) 7,33 km² es agua.

## Demografía
Según el censo de 2010, había 75 personas residiendo en el municipio de Phipps. La densidad de población era de 0,8 hab./km². De los 75 habitantes, el municipio de Phipps estaba compuesto por el 100 % blancos. Del total de la población el 0 % eran hispanos o latinos de cualquier raza.